# Kîi, Șcek și Horîv

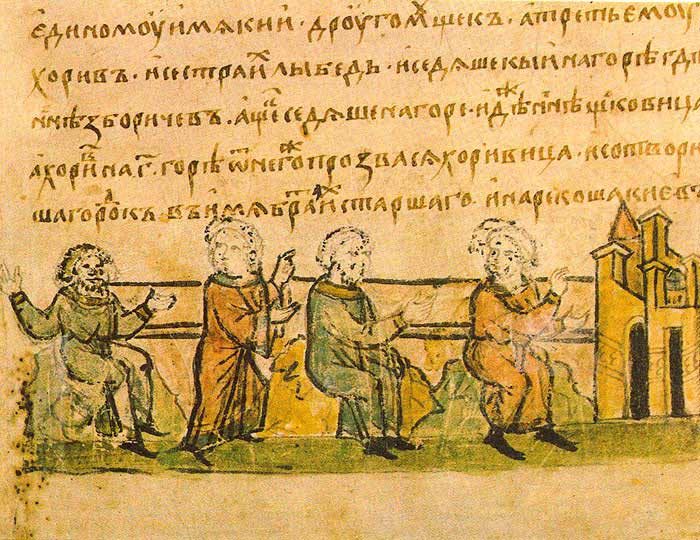
Kîi, Șcek și Horîv

Kîi, Șcek și Horîv (în ucraineană Кий, Щек, Хорив) sunt trei frați  legendari  menționați de multe ori împreună cu sora lor, Lîbid (în ucraineană Либідь), care, potrivit Cronicii vremurilor trecute, au fost fondatorii orașului  medieval  Kiev, azi capitala  Ucrainei. Legenda este recunoscută pe scară largă ca sursă a istoriei mitice a Kievului și a denumirii acestuia.

## Contextul istoric al legendei
Săpăturile arheologice au arătat că există într-adevăr o așezare veche, începând cu secolul al VI-lea. Unii autori speculează că Kîi a fost o persoană reală, un cneaz (prinț) din tribul polanilor. Conform legendei, Kîi, fratele cel mare, a fost un cneaz polan, orașul fiind numit după el. De asemenea, legenda spune că apariția unui mare oraș pe malurile colinare ale Niprului a fost prezisă de către Andrei Pervozvannî.
Această legendă a celor trei frați și a sorei lor este una dintre cele mai populare teorii dintre încercările de a explica nume locale. Șcek și Horîv, în conformitate cu această teorie, reprezintă dealurile Șcekavîția și Horevîția din centrul Kievului și Lîbid este actualul afluent de dreapta al Niprului și un important factor de peisaj al orașului. Lîbid înseamnă „lebădă” în limba slavă. Zeița Zorîa (Danica) a fost identificată cu lebăda albă, pasăre albă.

## Menționări moderne

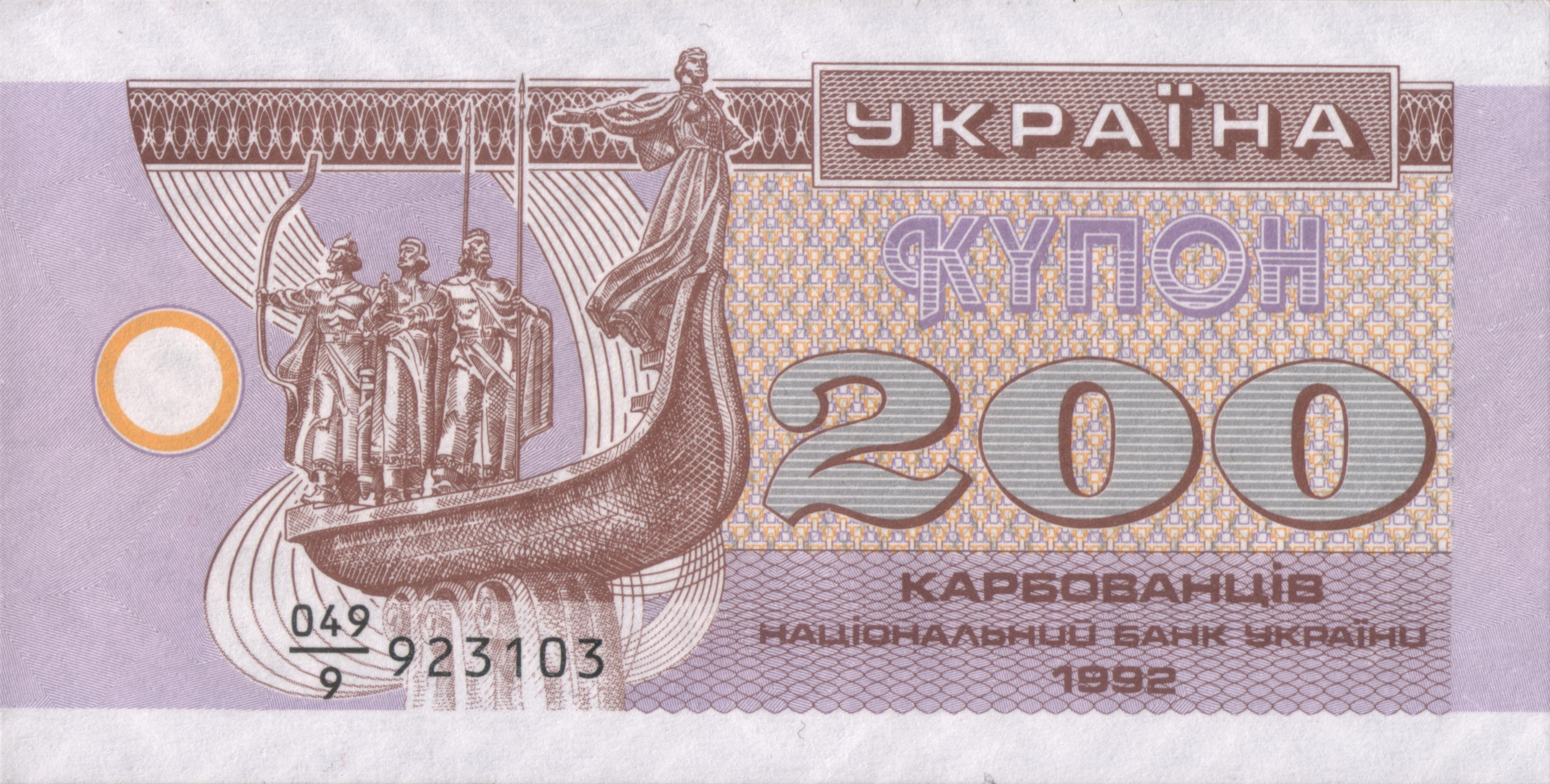
Sculptura reprezentând fondatorii Kievului reprodusă pe o bancnotă provizorie de 200 de carbovaneți din 1990.

În 1982 Kîi, Șcek, Hrîv și Lîbid au fost reprezentați (în picioare pe un vechi vapor) într-o sculptură pe malul dinspre Parcul Navodnîțkîi. Monumentul, creat de Vasîl Borodai, a devenit curând emblematic pentru oraș și a fost folosit ca emblema neoficială a Kievului. În 2000 o altă statuie a fost instalată în piața centrală, Maidan Nezalejnosti.